# Антиімперіалістична ліга Америки
Антиімперіалісти́чна лі́га Аме́рики (ісп. Liga Antiimperialista de las Americas, також відома як «Всеамериканська антиімперіалістична ліга») — об'єднання лівих партій, професійних спілок та інших масових організацій, а також окремих громадських діячів Північної та Південної Америки, які виступали проти імперіалізму, колоніалізму, за національну незалежність. Створена 1925 року в Мехіко (Мексика), де на початку цього року був сформований Організаційний комітет зі скликання континентального антиімперіалістичного конгресу; до Оргкомітету, перейменованого згодом на Антиімперіалістичну лігу Америки, приєдналися ліві латиноамериканські студентські гуртки, мексиканські та кубинські комуністи, представники мексиканської, аргентинської та пуерто-риканської лівої інтелігенції.
У Чикаго ліга спочатку іменувалася Панамериканською антиімперіалістичною лігою; її ядро становили іспаномовні секції Комуністичної партії США, клуб імені Беніто Хуареса, що об'єднував мексиканських робітників, та Іспано-американське товариство, до якого входили головним чином представники інтелігенції. Секретарем Оргкомітету в Мехіко був кубинський революціонер, комуніст Хуліо Антоніо Мелла, секретарем ліги в Чикаго — комуніст Мануель Гомес. До 1927 року відбулося об'єднання цих організацій. Представники Ліги (Хуліо Антоніо Мелла, Вікторіо Кодовілла, Густаво Мачадо, Рубен Мартінес Вільєна, Віктор Рауль Айя де ла Торре, Хосе Васконселос, Мануель Угарте, Мануель Гомес та інші) брали участь в Першому Міжнародному конгресі проти імперіалізму і колоніалізму у Брюсселі в лютому 1927 року. Ліга була представлена в Генеральній раді і Виконавчому комітеті створеної на цьому конгресі Міжнародної антиімперіалістичної ліги.
Секції Ліги з 1927 року діяли у Венесуелі, на Кубі, в Мексиці, Нікарагуа, Панамі, Перу, Пуерто-Рико, Сполучених Штатах Америки; до ліги примикали антиімперіалістичні політичні організації Гаїті, Пуерто-Рико, Венесуели, Колумбії, Куби, Мексики, Перу, Національна селянська ліга Мексики, студентські організації Куби, Мексики, Перу, організації латиноамериканських студентів у Європі, діячі інтелігенції Аргентини, Мексики, Перу, Пуерто-Рико і США. Протягом 1927—1929 років секції Ліги виникли також в Аргентині, Бразилії, Гватемалі та Сальвадорі. З 1929 року у Генеральній раді Міжнародної антиімперіалістичної ліги Антиімперіалістичну лігу Америки представляли Хосе Карлос Маріатегі, Дієго Рівера, Августо Сесар Сандіно та інші.
На початку 1930-х років діяльність організації згорталася під впливом як антикомуністичних гонінь у Мексиці, Аргентині та інших країнах регіону, так і її внутрішніх помилок: втративши низку видних діячів (Маріатегі помер, Меллу вбито, Ріверу вигнали з прикомінтернівських організацій за підтримку троцькізму), вона наслідувала сектантську лінію сталінського керівництва Комінтерну, спрямовану проти троцькістів, соціал-демократів та інших найближчих потенційних союзників. У 1933 році Лігу офіційно ліквідували, і замість неї створили нову організацію — Американську лігу проти війни і фашизму. 